# Hyperchirioides micropteryx
Hyperchirioides micropteryx är en fjärilsart som beskrevs av Erich Martin Hering 1949. Hyperchirioides micropteryx ingår i släktet Hyperchirioides och familjen påfågelsspinnare. Inga underarter finns listade i Catalogue of Life.